# Petteri Nurmi
Pour les articles homonymes, voir Nurmi (homonymie).
Petteri Nurmi (né le 12 janvier 2002 à Helsinki en Finlande) est un joueur finlandais de hockey sur glace. Il évolue à la position de défenseur.

## Biographie

### Carrière junior
Nurmi commence sa carrière junior avec le Espoo Blues en 2014-2015. Il prend part au Tournoi international de Québec, où il aide son équipe à se classer à la 23e place. En 2017-2018, il est sacré champion du championnat des moins de 16 ans. Il évolue dans le système junior d'Espoo jusqu'en 2019-2020, avec le contingent des moins de 18 ans.
Lors de la saison 2020-2021, il se joint au HPK en moins de 20 ans. Il dispute 26 matchs en obtenant 9 points.

### En club
Nurmi commence sa carrière professionnelle avec le HPK en Liiga, lors de la saison 2021-2022. Il dispute son premier match le 10 septembre 2021, lors d'une défaite 1-3 face au Tappara. Il est prêté début octobre au FPS Forssa. Il inscrit son premier point, une passe, le 1er octobre 2021, lors d'une défaite 2-5 face au Imatran Ketterä. Il est de retour avec TPS après un deuxième match. Il marque son premier but le 17 février 2022, lors d'une victoire 4-3 face au Pelicans Lahti.
En prévision du repêchage de 2022, la centrale de recrutement de la LNH le classe au 136e rang des espoirs européens chez les patineurs. Le 8 juillet 2022, il est sélectionné au 194e rang par les Canadiens de Montréal.

### En équipe nationale
Nurmi représente son pays, la Finlande depuis la saison 2021-2022, avec le contingent des moins de 20 ans.
Il participe au Championnat du monde junior en 2022. À la suite de nombreux cas de Covid-19 déclarés dans plusieurs équipes, le tournoi est annulé.

## Statistiques

### En club
| Saison    | Équipe          | Ligue                           |    | Saison régulière | Saison régulière | Saison régulière | Saison régulière | Saison régulière |   | Séries éliminatoires | Séries éliminatoires | Séries éliminatoires | Séries éliminatoires | Séries éliminatoires |
| Saison    | Équipe          | Ligue                           | PJ | B                | A                | Pts              | Pun              | PJ               | B | A                    | Pts                  | Pun                  |                      |                      |
| 2014-2015 | Espoo Blues M12 | Tournoi international de Québec | 2  | 0                | 0                | 0                | 0                | -                | - | -                    | -                    | -                    |                      |                      |
| 2017-2018 | Espoo Blues M16 | M16 SM-sarja Q                  | 22 | 1                | 19               | 20               | 4                | -                | - | -                    | -                    | -                    |                      |                      |
| 2017-2018 | Espoo Blues M16 | M16 SM-sarja                    | 18 | 0                | 4                | 4                | 4                | 4                | 0 | 0                    | 0                    | 0                    |                      |                      |
| 2017-2018 | Espoo Blues M18 | M18 SM-sarja                    | 1  | 0                | 0                | 0                | 0a               | -                | - | -                    | -                    | -                    |                      |                      |
| 2018-2019 | Espoo Blues M18 | M18 SM-sarja                    | 36 | 3                | 11               | 14               | 10               | 4                | 1 | 0                    | 1                    | 0                    |                      |                      |
| 2018-2019 | Espoo Blues M18 | M18 Mestis Q                    | 6  | 7                | 8                | 15               | 4                | -                | - | -                    | -                    | -                    |                      |                      |
| 2018-2019 | Espoo Blues M18 | M18 Mestis                      | 1  | 0                | 0                | 0                | 0                | -                | - | -                    | -                    | -                    |                      |                      |
| 2019-2020 | Espoo Blues M18 | M18 SM-sarja                    | 40 | 6                | 11               | 17               | 32               | -                | - | -                    | -                    | -                    |                      |                      |
| 2019-2020 | Espoo Blues M18 | M18 Mestis                      | 2  | 0                | 2                | 2                | 0                | -                | - | -                    | -                    | -                    |                      |                      |
| 2020-2021 | HPK M20         | M20 SM-sarja                    | 26 | 2                | 7                | 9                | 12               | -                | - | -                    | -                    | -                    |                      |                      |
| 2021-2022 | HPK             | Liiga                           | 58 | 1                | 3                | 4                | 32               | 2                | 0 | 0                    | 0                    | 0                    |                      |                      |
| 2021-2022 | FPS Forssa      | Mestis                          | 2  | 0                | 2                | 2                | 0                | -                | - | -                    | -                    | -                    |                      |                      |
| 2022-2023 | HPK M20         | M20 SM-sarja                    | 1  | 0                | 0                | 0                | 12               | -                | - | -                    | -                    | -                    |                      |                      |
| 2022-2023 | HPK             | Liiga                           | 48 | 1                | 14               | 15               | 28               | -                | - | -                    | -                    | -                    |                      |                      |

### En équipe nationale
| Année     | Équipe                | Compétition                 |   | PJ | B | A | Pts | Pun                 |  | Résultat |
| 2021-2022 | Finlande Finlande M20 | International               | 3 | 0  | 1 | 1 | 0   |                     |  |          |
| 2022      | Finlande M20          | Championnat du monde junior | 2 | 0  | 1 | 1 | 0   | Compétition annulée |  |          |